# Amegilla salviae
Amegilla salviae es una especie de abeja excavadora perteneciente al género Amegilla, categorizada en la tribu Anthophorini, de la subfamilia Apinae.
Fue descrita científicamente por el entomólogo ruso Ferdinand Ferdinandovich Morawitz en 1876. Aparece registrada y publicada en una sección de Zur Bienenfauna der Caucasusländer. Horae Societatis Entomologicae Rossicae, Vol. 12, No. 1 de 1876.

## Distribución y hábitat
La especie se distribuye por República Democrática del Congo, España, Suiza, Croacia, Rumania, Grecia, Turquía, Líbano, Rusia, Azerbaiyán, Irán, India y China. Habita en diversidad de paisajes semidesérticos y montañosos bajos. Ha sido registrada en jardines y laderas secas. Se ha encontrado a más de 1000 m s. n. m.